# 德古拉傳說 重生
《德古拉傳說 重生》是日本科樂美集團旗下遊戲部門所開發的惡魔城系列動作遊戲，這是在WiiWare上的重製作品，在關卡設計上做了極大幅度的修改。

## 劇情
過去...持有強大魔力的魔王─德古拉帶來了無數的恐怖與死亡。
但是，正統的吸血鬼獵人─貝爾蒙多一族總是能夠將之消滅，使和平能夠得以重返。
人們逐漸忘記德古拉的恐怖，就這樣經過了100年...
德古拉卻再次的復活了！

## 角色
- 克里斯多福‧貝爾蒙多

貝爾蒙多一族的吸血鬼獵人，為了將德古拉再次打倒而獨身闖入了惡魔的巢窟。
- 德古拉

統領所有惡魔與怪物的黑暗領主，於100年前被打倒後再度的復活。

## 遊戲特色
本作鞭子的強化分为两段。第一段鞭子变长且攻击力上升；第二段时攻击力继续上升，且可由鞭子前端发射火球，但有时间限制。同时，即使受到傷害也不會使鞭子弱化。
追加了副武器，在打倒BOSS後會出現「魔力之玉」。
撿拾鑰匙後可以打開被上鎖的門，可以迴避掉一些中BOSS。

## 內部連結
- （日語）德古拉傳說 重生（页面存档备份，存于）